# Phyllis Lambert
Phyllis Barbara Lambert, född Bronfman 24 januari 1927 i Montréal, är en kanadensisk arkitekt, företagsägare och filantrop.
Phyllis Lambert är dotter till Samuel Bronfman och Saidye Rosner Bronfman. Hon studerade vid Vassar College i Poughkeepsie, staten New York i USA, där hon tog en kandidatexamen 1948. Är 1951 grundade fadern holdingbolaget Cemp Investments, i vilket Phyllis Lambert fick en ägarandel på  22 %. Camp Investments kontrollerar Bronfman-familjens spritbaserade koncern Seagram Company Ltd..
Hon flyttade till USA 1954 och utbildade sig i arkitektur på Illinois Institute of Technology, där hon tog en examen 1963. Under 1960-talet ritade hon Saidye Bronfman Centre i Montreal. Som planeringschef för Seagram Building i New York engagerade hon Ludwig Mies van der Rohe för detta projekt. 
Hon grundade 1975 bevarandeorganisationen Heritage Montreal och 1979 museet och forskningscentret Canadian Centre for Architecture i Montreal.
Phyllis Lambert fick 2014 Gyllene Lejon vid Arkitekturbiennalen i Venedig för sitt livsverk, och 2016 Wolfpriset i konst.
Hon var 1949–54 gift med bankdirektören Jean Lambert.

## Media
- Dokumentärfilm, 2007 av Teri Wehn-Damisch